# Triepeolus rugosus
Triepeolus rugosus är en biart som beskrevs av Mitchell 1962. Triepeolus rugosus ingår i släktet Triepeolus och familjen långtungebin. Inga underarter finns listade i Catalogue of Life.